# اس‌اس واینر بروک
اس‌اس واینر بروک (به انگلیسی: SS Vyner Brooke) یک کشتی بود که طول آن ۲۴۰٫۷ فوت (۷۳٫۴ متر) بود. این کشتی در سال ۱۹۲۸ ساخته شد.